# Tainá - przygód ciąg dalszy
Tainá – przygód ciąg dalszy (por. Tainá 2 – A Aventura Continua) – brazylijski film familijny z 2004 roku. Kontynuacja filmu Tainá – Uma aventura na Amazônia z 2001 roku.

## Treść
Tainá jest młodą Indianka zamieszkującą amazońską dżunglę. Pewnego dnia w lesie pojawia się banda kłusowników, których hersztem jest niegodziwa kobieta Zuzu. Tainá postanawia stoczyć walkę z bandytami i uratować zagrożone zwierzęta. Z pomocą przychodzi jej Carlito, młody chłopiec, który w dżungli znalazł się przypadkiem, szukając swojego zagubionego psa.

## Obsada
- Eunice Baía – Tainá
- Arilene Rodrigues – Catiti
- Vitor Morosini – Carlito
- Patrick Raniere – Tequan Richmond
- Kadu Moliterno – Gaspar
- Chris Couto – Zuzu
- Leandro Hassum – Zé Grilo
- Aramis Trindade – Lacraia
- Roney Villela – Carcará
- Ruy Polanah – Vô Tigê
- Daniel Munduruku – Pajé Tatu Pituna